# Mónaco en los Juegos Mundiales de Breslavia 2017
Mónaco fue uno de los 102 países que participaron en los Juegos Mundiales de 2017 celebrados en Breslavia, Polonia.
Mónaco envió una delegación de tan sólo dos atletas que participaron en un deporte.
El Principado terminó su participación sin ganar una sola medalla.

## Delegación

### Bochas
| Varonil            |                      |    |   |   |   |           |           |           |           |           |
| Florian Valeri     | Leonesa de precisión | 9  | 8 | - | - | eliminado | eliminado | eliminado | eliminado | eliminado |
| Alexandre Trichard | Leonesa progresiva   | 51 | 7 | - | - | eliminado | eliminado | eliminado | eliminado | eliminado |